# قاعة أوماها سيفيك
قاعة أوماها سيفيك (بالإنجليزية: Omaha Civic Auditorium)‏ كان مركز مؤتمرات متعدد الأغراض يقع في أوماها، نبراسكا. تم افتتاحه في عام 1954، وتجاوز مجمع أكس-سار-بين كوليسيوم باعتباره أكبر مجمع مؤتمرات/ترفيه في المدينة، حتى اكتمال مركز تشي إتش آي الصحي في أوماها في عام 2003.